# Кристина Шарлота фон Золмс-Браунфелс
Кристина Шарлота фон Золмс-Браунфелс (на немски: Christine Charlotte zu Solms-Braunfels; * 10 ноември 1690 в Грайфенщайн в Хесен; † 16 октомври 1751 в Хомбург) е графиня от Золмс-Браунфелс и чрез женитба принцеса на ландграфство Хесен-Хомбург.
Тя е дъщеря на граф Вилхелм Мориц фон Золмс-Грайфенщайн (1651 – 1724) и съпругата му Магдалена София фон Хесен-Хомбург (1660 – 1720), дъщеря на ландграф Вилхелм Кристоф фон Хесен-Хомбург и София Елеонора фон Хесен-Дармщат.
Кристина Шарлота се омъжва на 3 октомври 1722 г. в Браунфелс за принц Казимир Вилхелм фон Хесен-Хомбург (1690 – 1726), най-малкият син на ландграф Фридрих II фон Хесен-Хомбург (1633 – 1708). Той умира през 1726 г. на 36 години. Тя поема регентството за нейния син.
През 1742 г. нейният брат Фридрих Вилхелм е издигнат до ранг имперски княз и след четири години нейният син става ландграф на Хесен-Хомбург.

## Деца
Кристина Шарлота и Казимир Вилхелм фон Хесен-Хомбург имат три деца:
- Фридрих IV Карл Лудвиг Вилхелм (1724 – 1751), от 1746 г. ландграф на Хесен-Хомбург, женен 1746 г. за графиня Улрика Луиза фон Солмс-Браунфелс (1731 – 1792)
- Евгений (Ойген) Казимир (1725 – 1725)
- Улрика София (1726 – 1792)